# 231346 Taofanlin
231346 Taofanlin è un asteroide della fascia principale. Scoperto nel 2006, presenta un'orbita caratterizzata da un semiasse maggiore pari a 2,7459943 UA e da un'eccentricità di 0,1485980, inclinata di 3,29872° rispetto all'eclittica.